# متحف عجمان
مُتْحَفُ عَجْمَان هو متحف بإمارة عجمان بالإمارات العربية المتحدة، إفتُتِحَ في 6 ذي القعدة 1411هـ، والموافق للعشرين من مايو 1991م. يضم متحف عجمان عدة أقسام تقدم لمحة جديرة بالإعجاب عن ماضي عجمان، بما في ذلك علم الآثار والمخطوطات والأزياء الشعبية والهدايا التذكارية وغيرها. والمعروضات في المتحف مشروحة باللغتين العربية والإنجليزية.

## الموقع
يقع المتحف في وسط عجمان على الجانب الشرقي من الساحة المركزية في منطقة البستان مقابل سوق الذهب وسوق صالح التقليدي وعلى بعد 300 متر من محطة حافلات عجمان. المتحف على مسافة قريبة من كورنيش عجمان. دائرة التنمية السياحية في عجمان (ATDD) هي السلطة الرئيسية المكلفة بالتخطيط الاستراتيجي والتطوير والترويج لمتحف عجمان. تفرض دائرة تنمية السياحة في عجمان تشريعات وقواعد ولوائح تهدف إلى تطوير قطاع السياحة في عجمان، بالتعاون مع الجهات الحكومية الأخرى. القسم مسؤول عن الترويج لعجمان محلياً وإقليمياً ودولياً من خلال المؤتمرات والمعارض والحملات الترويجية.

## تاريخ المتحف
يقع المتحف في حصن من القرن الثامن عشر والذي كان يستخدم معقل الرئاسة (الزعامة) والسلطة السياسية في إمارة عجمان، وخط الدفاع الأول عنها، ووجود الأبراج بها ساعد على حماية أمن الإمارة.
إن هذا المعلم التاريخي حُوّل لمتحف بقرار من الشيخ حميد بن راشد النعيمي عضو المجلس الأعلى حاكم عجمان.

## تاريخ الحصن
لم يُعرف بالتحديد العام الذي تم فيه إنشاء الحصن وإن كان يغلب على الظن أنه بني في أواخر القرن 18 م. وقد استعملت في بنائه المواد المحلية كحجارة البحر المرجانية والجص وتم تسقيفه بالجندل (جذوع أشجار تجلب من شرق أفريقيا) وقد تعرض الحصن عام 1820م مثل بقية القلاع والحصون في الإمارات الشمالية لقصف السفن الحربية البريطانية حيث تم تدميره فأعاد الشيخ راشد بن حميد الأول (1803م – 1838م)بنائه من جديد.
تعاقبت على الحصن عمليات الترميم والإضافة طوال القرنين التاسع عشر والعشرين حيث بقي مقراً للأسرة الحاكمة حتى عام 1907م حينما انتقل الشيخ راشد بن حميد النعيمي (1928 – 1981) إلى الإقامة بقصر الزاهر وتحول الحصن إلى مقر للقيادة العامة لشرطة عجمان للفترة من (1970 – 1981)، وفي أواخر عقد الثمانينيات من القرن 20م أمر صاحب السمو الشيخ حميد بن راشد النعيمي عضو المجلس الأعلى حاكم عجمان بإعادة ترميمه تمهيداً لتحويله إلى متحف لتراث الإمارات، وقد استغرقت عملية الترميم الأخيرة ثلاثة أعوام، وأشرف عليها مجموعة من الخبراء. وعندما تجُدد الحصن رمم برجين للرياح وبرجي مراقبة، يمكن رؤية بوابة ضخمة ومدفعان في مقدمة الحصن. يحكي المتحف عن التاريخ والتراث المحلي، ويسلط الضوء على جوانب مختلفة من الماضي. يضم متحف عجمان الذي يعرض أنماط الحياة والمهن التقليدية مجموعة ضخمة من القطع الأثرية والمخطوطات والأسلحة القديمة بالإضافة إلى عروض للممارسات الطبية والدينية.
ومن أشهر المعروضات مقبرة محفورة تم اكتشافها في منطقة المويهات، والتي تتميز بالفخار والمجوهرات الجنائزية التي يعود تاريخها إلى 3000 قبل الميلاد. والتي كانت في السابق قرية صيد، كما اعتمدت عجمان بشكل كبير على صيد اللؤلؤ وهناك قسم مخصص لما كان يومًا من أهم الأنشطة الترفيهية في المنطقة.

## أقسام المتحف
الطابق الأرضي:
1. الإدارة.
2. القبر الأثريّ.
3. بيوت الجريد.
4. السفن.
5. الغوص.
6. الصيد البحري (واستخراج اللؤلؤ).
7. إذاعة عجمان.
8. الزراعة.
9. المطبخ القديم.
10. الصحراء.
11. مخزن التمور.
12. الطرب الشعبيّ.
13. الطب الشعبي.
14. قاعة الثقافة والتراث.
15. السوق الشعبيّ.
16. الألعاب الشعبيّة.
17. الآثار.
18. الوثائق والمخطوطات.
19. المجلس.
20. اليازرة.

وتوجد في السوق الشعبي محلات منها:
1. تاجر اللؤلؤ.
2. الطواش.
3. التجارة والنقل البحري.
4. محلات البقالة.
5. محلات بيع التمور.
6. الخبازون وصناعة الحلوى.
7. العطار.
8. الحلاق.
9. الخياطة وتجارة الأقمشة.
10. المقهى الشعبي.

أقسام متحف عجمان

هناك أشياء لم تُذكر في اللافتة التوضيحية للمتحف موجودة في الدور الأرضيّ وهي:
1. الخيال.
2. المدافع.
3. سيارة الشيخ وهي من نوع لاند روفر (Land Rover).

الطابق الأول:
1. غرفة الشيخ راشد.
2. غرفة الهدايا التذكارية.
3. الصور التاريخية.
4. الأزياء التقليدية.
5. الحرف النسائية.
6. المطوعة.
7. البارجيل.
8. الشرطة والمحكمة.
9. غرفة المعيشة.
10. الأسلحة.

## صور من المتحف

مدخل متحف عجمان
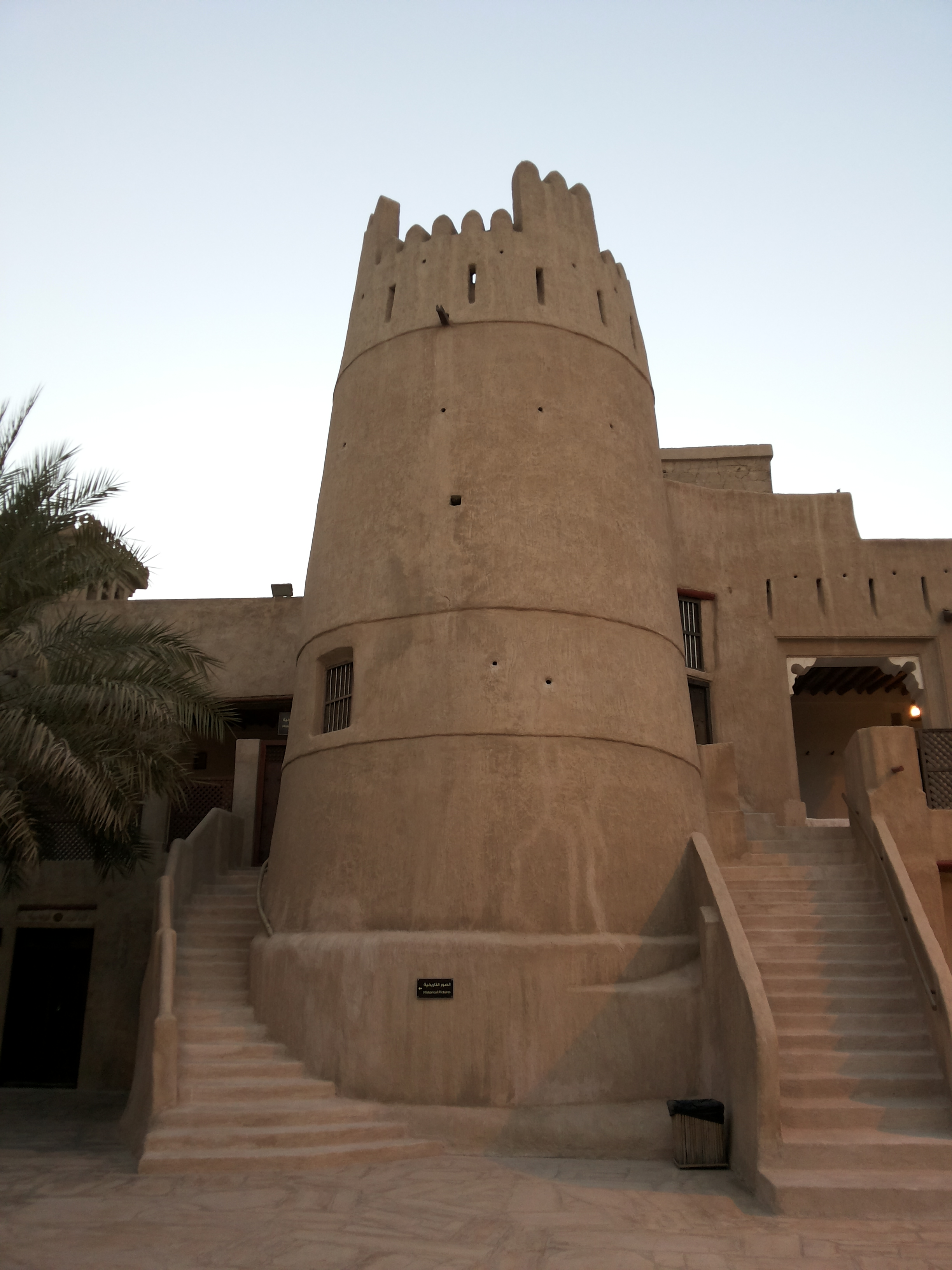
برج في متحف عجمان ، إمارة عجمان الإمارات العربية المتحدة
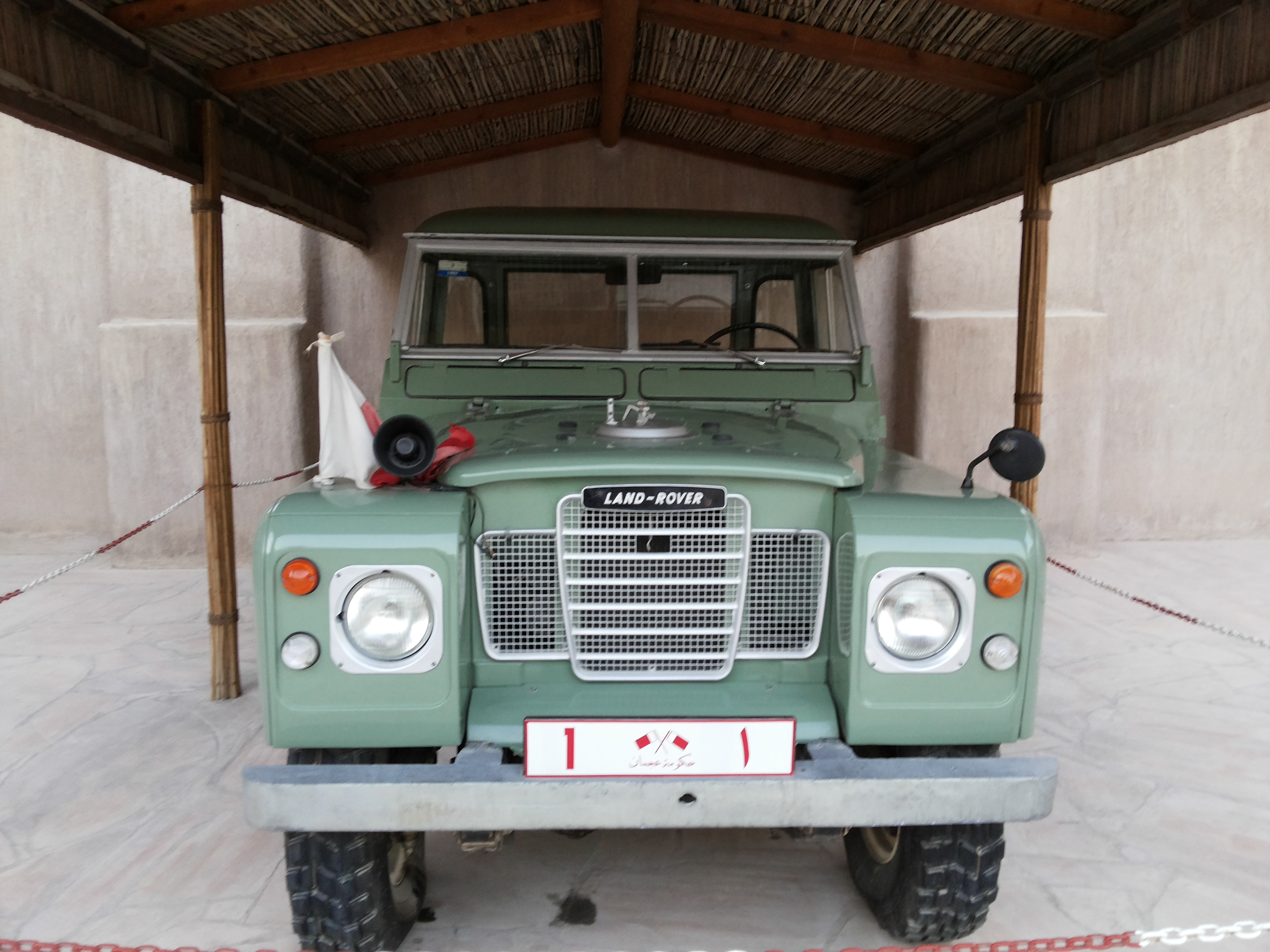
سيارة حاكم عجمان
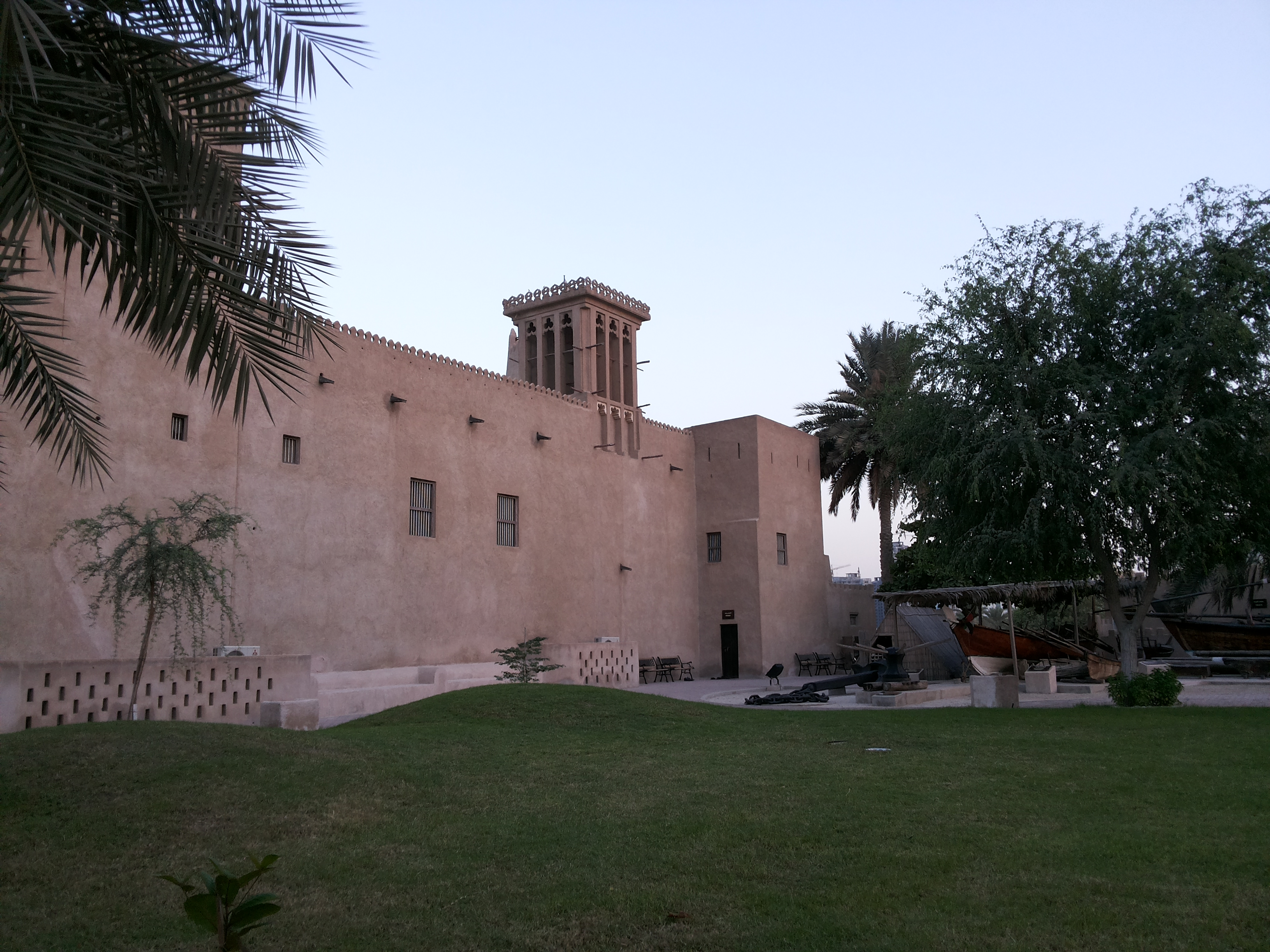
بارجيل أو بادَهَنج بالعربية
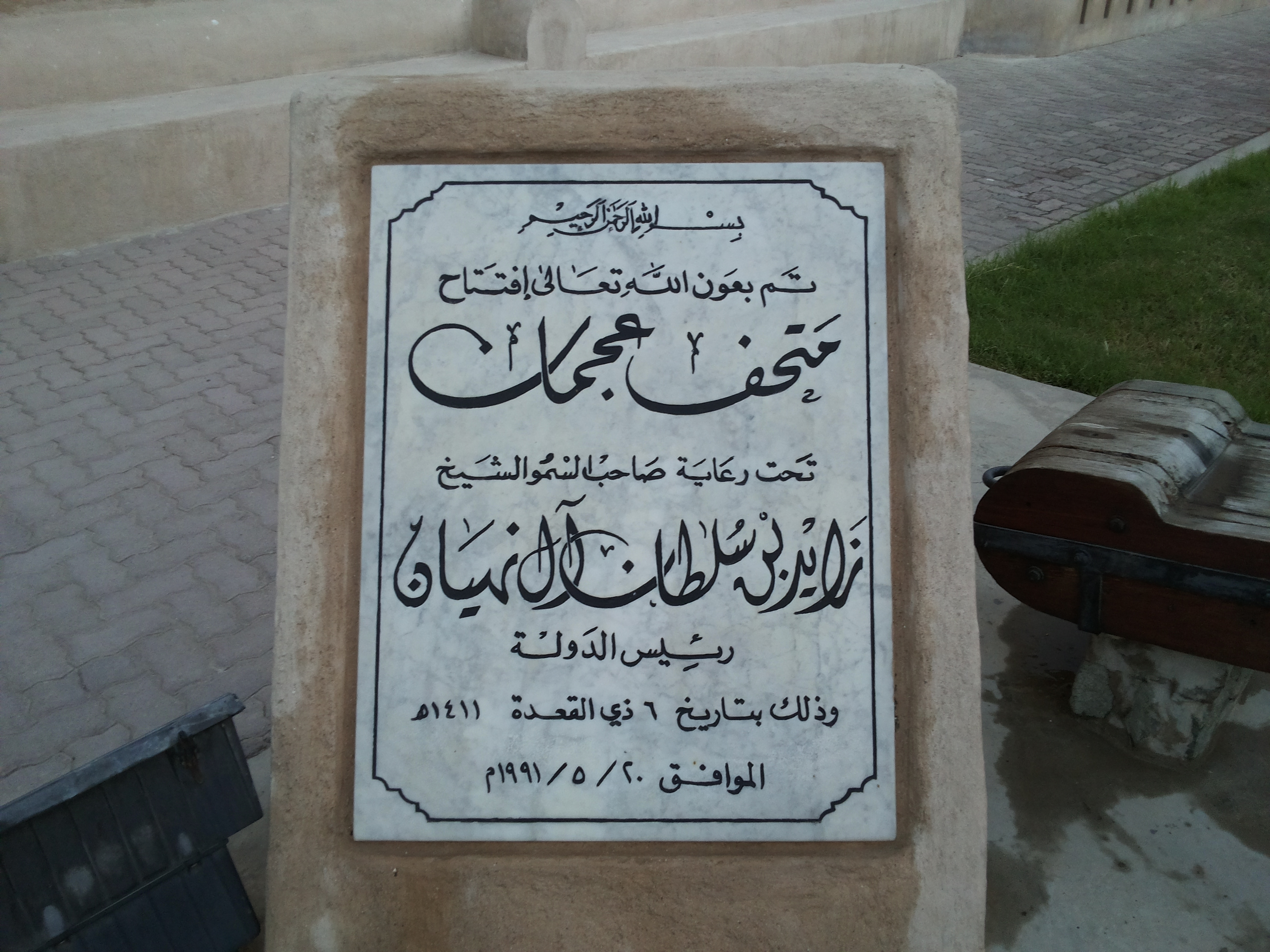
تاريخ إفتتاح متحف عجمان
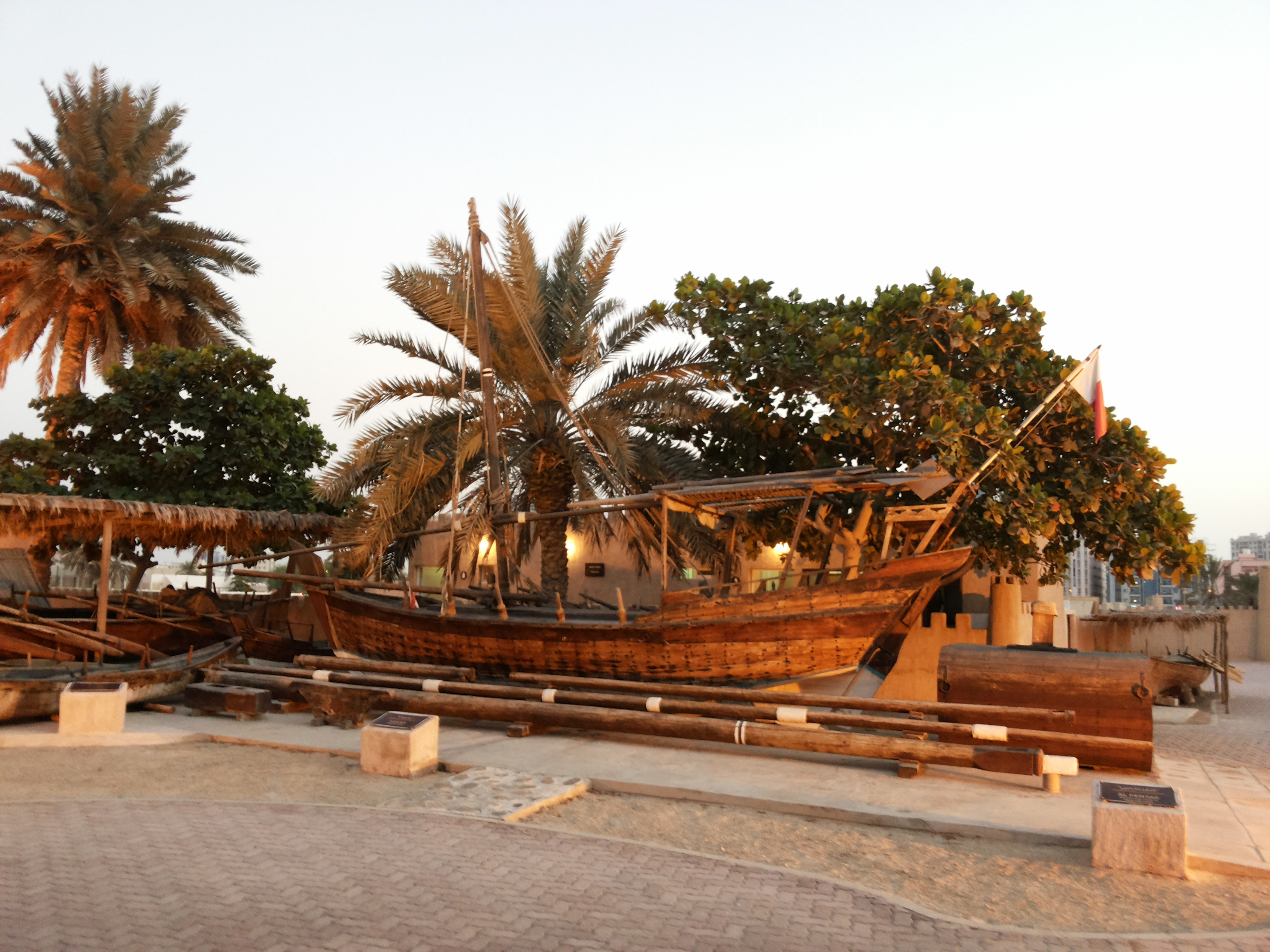
سفينة داخل المتحف
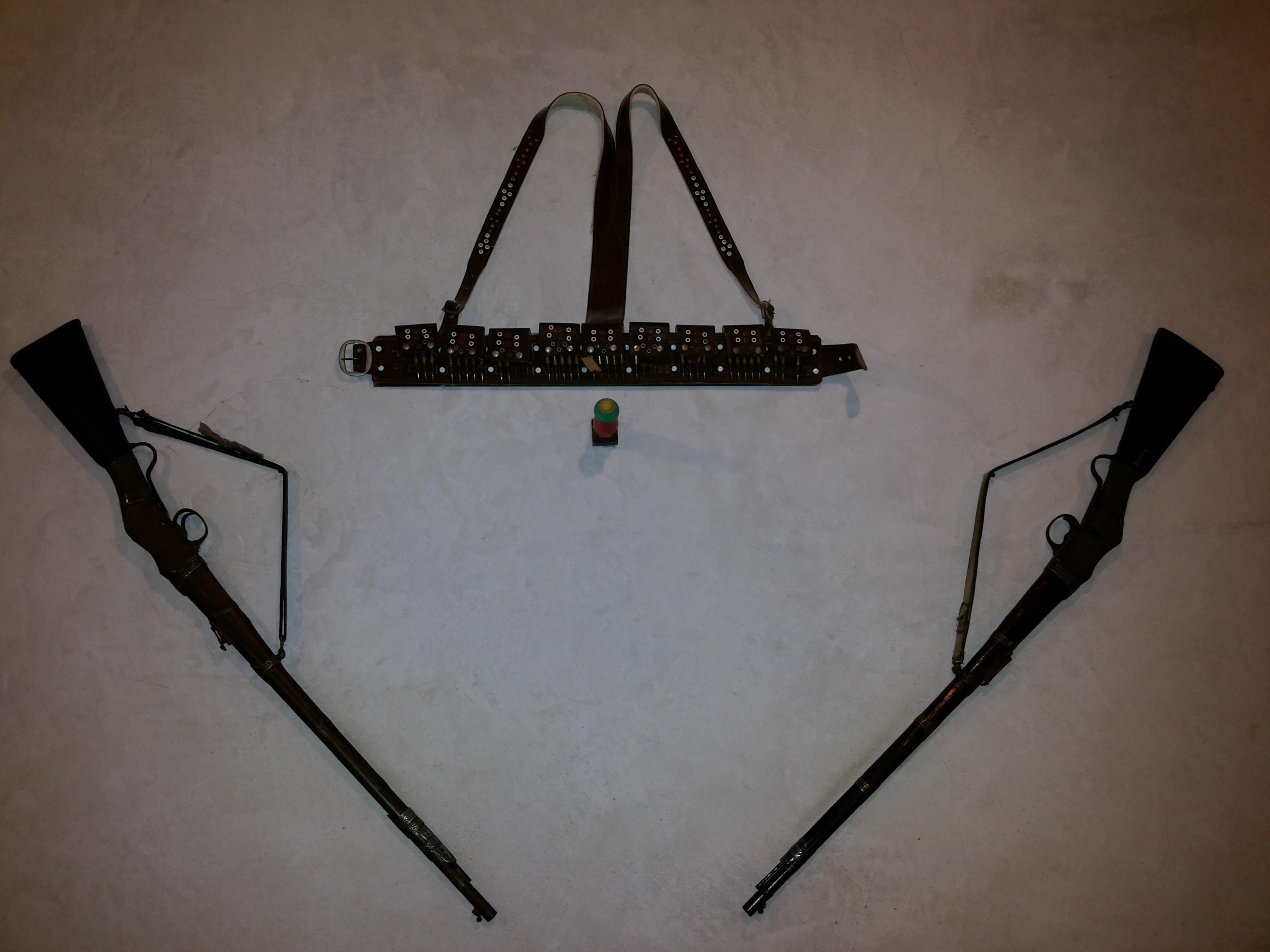
صورة لأحد جدران المجلس

## روابط خارجية
- موقع متحف عجمان